# Ann Jansson
Ann Jansson (née le 1er juin 1958) est une athlète suédoise spécialiste de la marche athlétique.

## Biographie
Elle remporte à deux reprises, en 1979 et 1981, la médaille d'argent avec l'équipe de Suède au classement par équipe de la Coupe du monde de marche.
Elle remporte au long de sa carrière vingt titres nationaux sur 3 000 m, 5 000 m et 10 km marche. 

### Palmarès
| Date | Compétition                    | Lieu         | Résultat | Épreuve        | Performance    |
| ---- | ------------------------------ | ------------ | -------- | -------------- | -------------- |
| 1985 | Jeux mondiaux en salle         | Paris        | 5e       | 3 000 m marche | 13 min 47 s 18 |
| 1986 | Championnats d'Europe          | Stuttgart    | 2e       | 10 km marche   | 46 min 13 s    |
| 1987 | Championnats du monde en salle | Indianapolis | 6e       | 3 000 m marche | 13 min 04 s 29 |
| 1987 | Championnats du monde          | Rome         | 11e      | 10 km marche   | 46 min 15 s    |
| 1988 | Championnats d'Europe en salle | Budapest     | 7e       | 3 000 m marche | 13 min 09 s 04 |

### Records
| Épreuve        | Performance     | Lieu         | Date |
| -------------- | --------------- | ------------ | ---- |
| 3 000 m marche | 13 min 04 s 29  | Indianapolis | 1987 |
| 10 km marche   | 1 h 34 min 59 s |              | 1987 |